# Juha-Pekka Hytönen
Juha-Pekka Hytönen (* 22. Mai 1981 in Jyväskylä) ist ein ehemaliger finnischer Eishockeyspieler und derzeitiger -trainer.

## Karriere

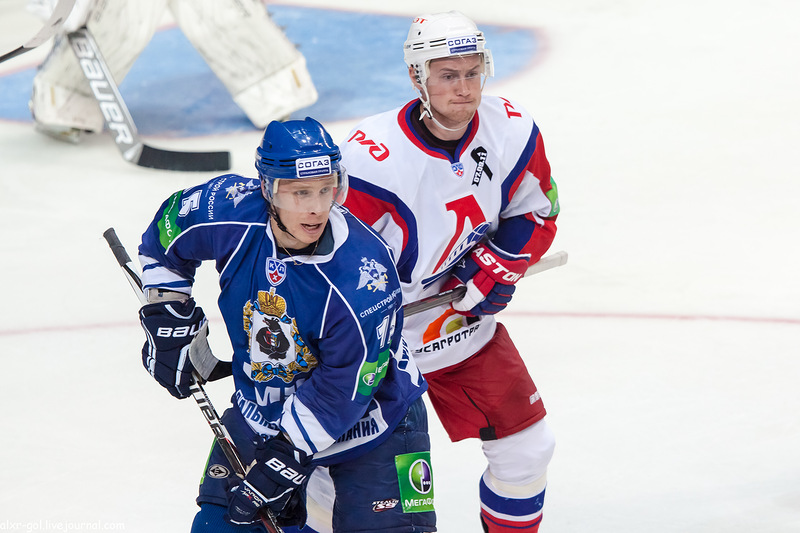
Juha-Pekka Hytönen (li.) im Trikot von Amur Chabarowsk

Juha-Pekka Hytönen begann seine Karriere in der Jugend von JYP Jyväskylä, für dessen Profimannschaft er in der Saison 2000/01 sein Debüt in der SM-liiga gab. In dieser Spielzeit kam er zudem auf drei Einsätze für Diskos Jyväskylä aus der zweitklassigen Mestis. Im Sommer 2002 wechselte der Angreifer zum Zweitligisten Mikkelin Jukurit, mit dem er in der Saison 2002/03 die Meisterschaft der Mestis gewann. Nach nur einem Jahr kehrte er zu JYP Jyväskylä zurück, für die er seither auf dem Eis steht. Mit JYP gewann er in der Saison 2008/09 erstmals den finnischen Meistertitel. Am Ende der folgenden Saison belegte er mit JYP den dritten Platz der Meisterschaft, ehe er 2012 mit der Mannschaft seinen zweiten Meistertitel gewann.
Im Mai 2012 wurde Hytönen von Amur Chabarowsk verpflichtet und spielt damit das erste Mal in seiner Karriere im Ausland. Im Juli 2013 unterzeichnete der Finne einen Zweijahresvertrag beim Lausanne HC aus der National League A. Auch die Saison 2015/16 verbrachte er dann noch in Lausanne, ehe er im April 2016 entschied, zur Saison 2016/17 zu seinem Heimatklub JYP zurückzukehren.
Zwischen August 2020 und Mai 2021 stand er beim EHC Linz in der ICE Hockey League unter Vertrag, ehe er seine aktive Laufbahn bei JYP Jyväskylä bis zum Sommer 2022 ausklingen ließ. Danach begann er als Trainer zu arbeiten und ist seit 2023 Assistenztrainer beim Schweizer Nationalligisten HC Ajoie.

### International
Für Finnland nahm Hytönen an der U18-Junioren-Weltmeisterschaft 1999 sowie der U20-Junioren-Weltmeisterschaft 2001 teil. Des Weiteren stand er im Aufgebot Finnlands bei den Weltmeisterschaften 2009 und 2010 sowie 2008, 2009, 2010 und 2011 bei der Euro Hockey Tour.

## Erfolge und Auszeichnungen
- 2003 Meister der Mestis mit Mikkelin Jukurit
- 2009 Finnischer Meister mit JYP Jyväskylä
- 2012 Finnischer Meister mit JYP Jyväskylä
- 2018 Champions-Hockey-League-Gewinn mit JYP Jyväskylä

### International
- 1999 Goldmedaille bei der U18-Junioren-Weltmeisterschaft
- 2001 Silbermedaille bei der U20-Junioren-Weltmeisterschaft

## Karrierestatistik

### International
(Legende zur Spielerstatistik: Sp oder GP = absolvierte Spiele; T oder G = erzielte Tore; V oder A = erzielte Assists; Pkt oder Pts = erzielte Scorerpunkte; SM oder PIM = erhaltene Strafminuten; +/− = Plus/Minus-Bilanz; PP = erzielte Überzahltore; SH = erzielte Unterzahltore; GW = erzielte Siegtore; 1 Play-downs/Relegation; Kursiv: Statistik nicht vollständig)